# Empuxo

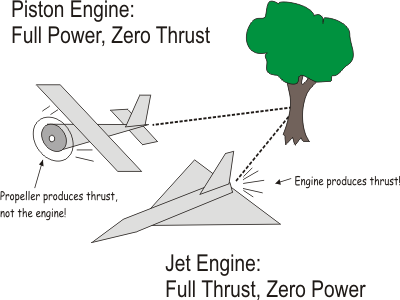
Dois aviões amarrados a uma árvore e os respectivos empuxos

Em aerodinâmica, o empuxo ou propulsão é a força aerodinâmica produzida por uma turbina ou hélice. Quando uma certa quantidade de massa é expelida ou acelerada em uma direção, a terceira lei de Newton prevê o surgimento de uma força de reação na mesma direção e sentido oposto.
Em termos da Física, é uma força de reação descrita quantitativamente pela segunda e pela terceira lei de Newton. Quando um sistema expele ou acelera massa numa direção, a massa acelerada vai causar uma força de igual magnitude mas em sentido oposto.
Pássaros normalmente conseguem empuxo durante o voo batendo suas asas.
Em engenharia mecânica, a força aplicada a uma superfície em uma direção perpendicular a essa superfície, é chamada "empuxo".

## Exemplos

Forças num aerofólio em voo

Em termos aerodinâmicos, um avião gera empuxo para a frente quando o ar é empurrado na direção oposta ao voo. Isso pode ser feito de várias maneiras, incluindo as lâminas móveis de uma hélice, ou uma turbina, empurrando o ar na parte traseira de um motor a jato, ou expelindo gases quentes de um motor de foguete.
Um foguete espacial é impulsionado adiante por uma força de empuxo igual em magnitude, mas oposta no sentido, à taxa de tempo de momento dos gases de exaustão acelerados da câmara de combustão para o bocal. 
Esta é a velocidade de exaustão em relação ao foguete em termos matemáticos:
{\displaystyle \mathbf {T} ={\frac {dm}{dt}}\mathbf {v} }
em quê:
- T é o empuxo gerado (força)
- {\displaystyle {\frac {dm}{dt}}} é a taxa de massa em relação ao tempo (taxa de fluxo de massa na exaustão);
- v é a velocidade dos gases de exaustão medida em relação ao foguete.

Para o lançamento vertical de um foguete, o empuxo inicial precisa ser maior que o peso.